# Georgia Stanway
Georgia Marie Stanway (Barrow-in-Furness, 3 de gener de 1999) és una futbolista anglesa que juga com a migcampista ofensiva i davantera al club de la Frauen-Bundesliga Bayern de Múnic i a la selecció d'Anglaterra. Stanway també ha representat Anglaterra a diversos nivells juvenils i és àmpliament considerada una de les millors jugadores de migcamp ofensiu de la seua generació.
El 2016, Stanway va ser nominada per a la BBC Young Sports Personality of the Year. El 2017, va ser nominada a la Jugadora Jove de l'Any de la PFA. El juny de 2018, va ser nomenada a l'equip de la temporada de la UEFA Women's Champions League. El 2019, va ser guardonada com a Jugadora Jove de l'Any de la PFA.

## Biografia
Stanway va nàixer a Barrow-in-Furness, però es va traslladar, als 16 anys, per perseguir el seu somni de jugar a futbol. Va créixer idolatrant a Alan Shearer i dona suport al Newcastle United.

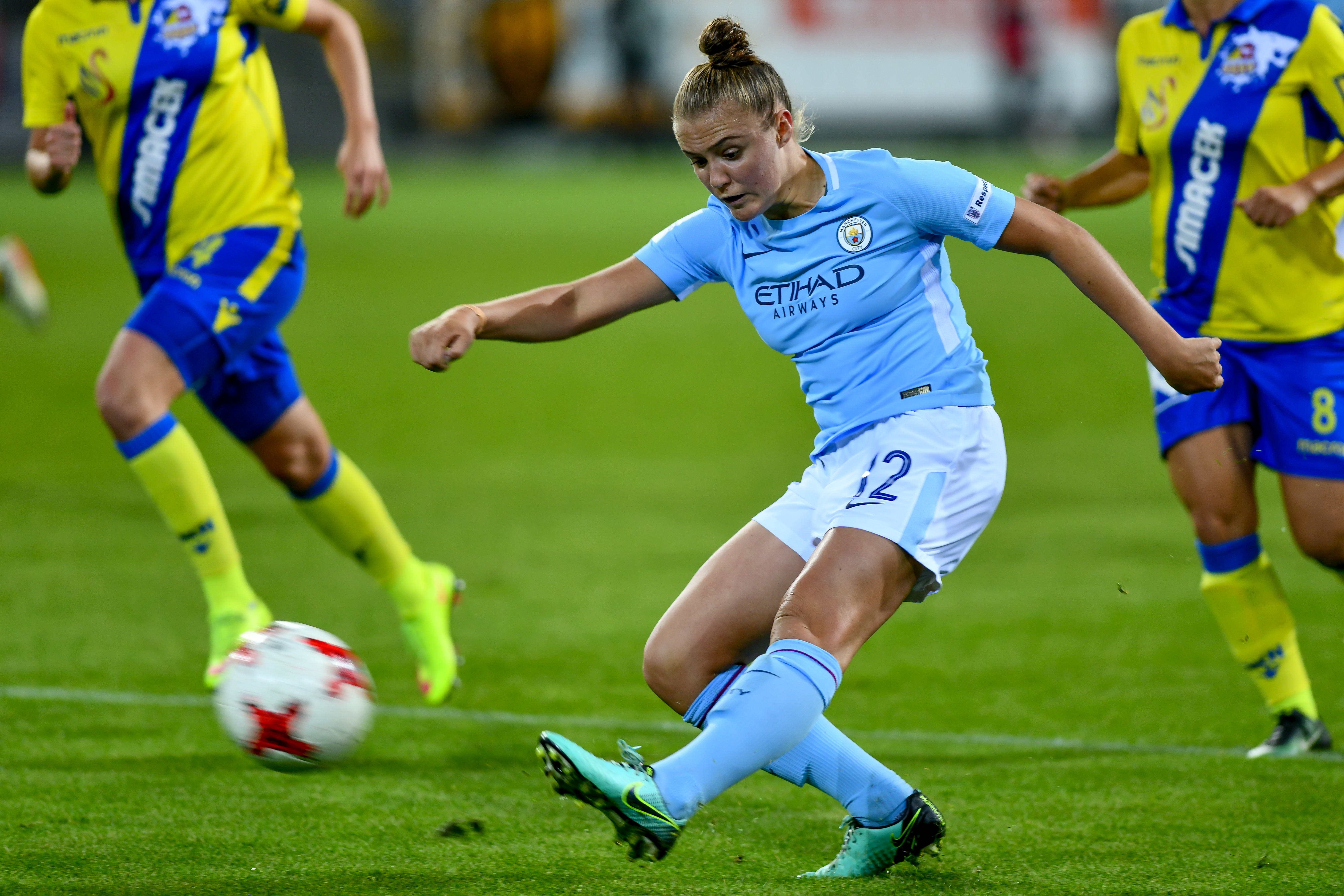
Stanway jugant amb el Manchester City durant la Lliga de Campions 2017-18.

Stanway va començar la seua carrera al Blackburn Rovers, on va jugar a través del sistema juvenil i amb qui debuta professionalment a la FA Women's Premier League.
El 18 de juliol de 2015, Stanway va fitxar pel Manchester City. El 29 de juliol, Stanway va debutar amb l'equip com a substituta en la victòria per 5-0 contra el Durham a la Copa Continental. El 27 d'agost, va marcar el seu primer gol en una victòria per 2-0 contra l'Everton. Va acabar la seva campanya inaugural amb el premi Rising Star del club. El 2016, va guanyar el premi Nissan Goal of the Season. El gener de 2017 va signar un nou contracte amb el club.
El 17 de maig de 2022, es va anunciar que Stanway havia signat un contracte de tres anys amb el Bayern de Múnic.

## Carrera internacional

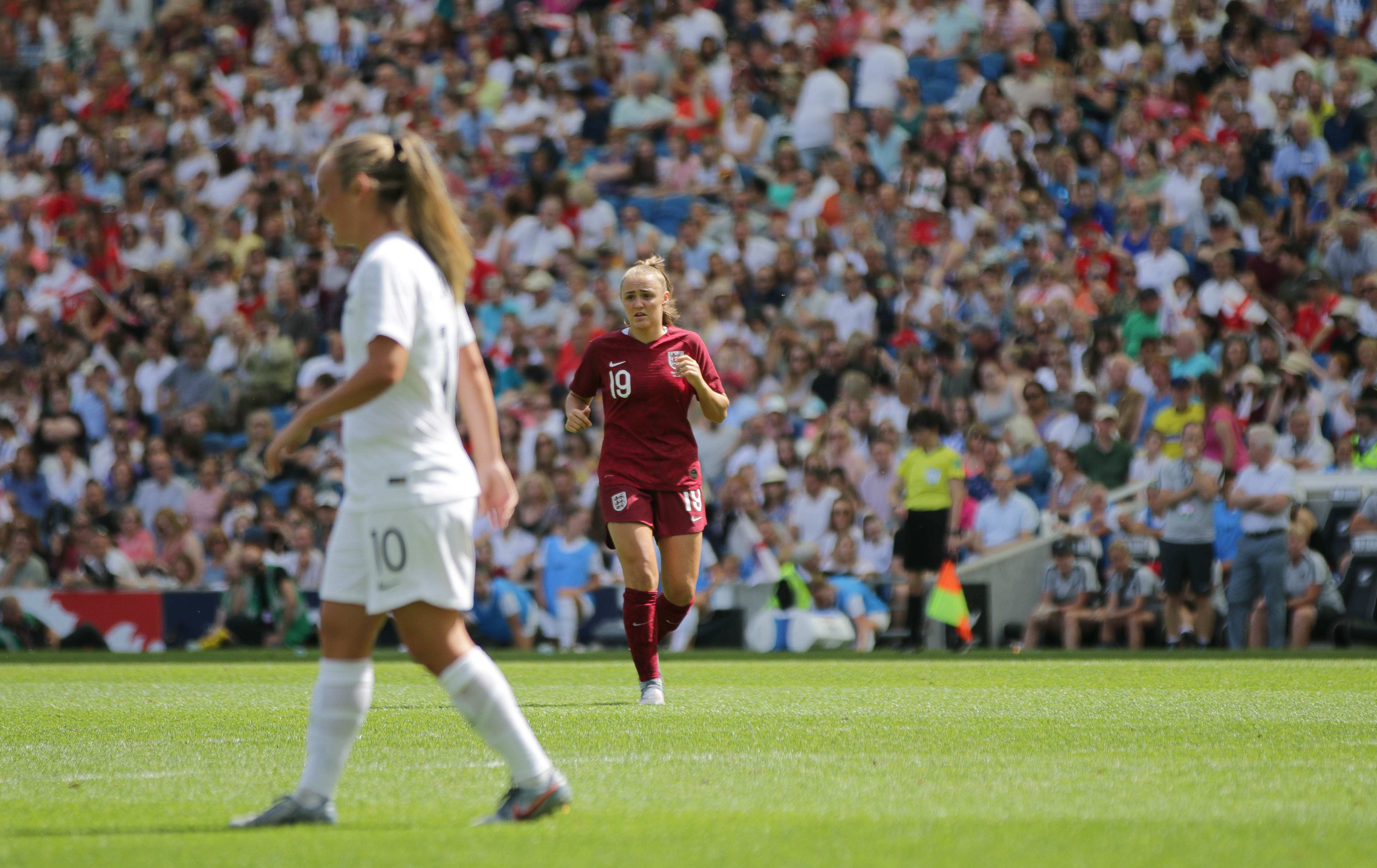
Stanway jugant amb Anglaterra el 2019

L'any 2016, Stanway va capitanejar la selecció anglesa sub-17 fins a la tercera posició a l'Eurocopa de 2016, classificant-se per a la Copa del Món. El 2018, Stanway va tenir un paper fonamental a la Copa del Món Femenina Sub-20 de la FIFA 2018 celebrada a França. Stanway va marcar sis vegades (igual que la guanyadora de la Bota d'Or Patricia Guijarro, qui la superava en assistències) mentre Anglaterra va acabar el campionat tercera.
Stanway va marcar el seu primer gol amb la selecció absoluta d'Anglaterra en el seu debut, en una victòria per 3-0 contra Àustria el 8 de novembre de 2018, en un partit amistós. El 27 de maig de 2021 es va anunciar que Stanway havia estat seleccionada com una de les cinc davanteres de l'equip de futbol femení de Gran Bretanya per als Jocs Olímpics de 2020.